# Louis Page (directeur de la photographie)
Pour les articles homonymes, voir Louis Page.
Louis Page est un directeur de la photographie français, né le 16 mars 1905 à Lyon et mort le 3 mars 1990  à Soucy (Yonne).

## Biographie
Sa carrière de directeur de la photographie commence au début des années 1930. 
Il figure au générique de nombreux films dans lesquels Jean Gabin occupe le rôle principal.

## Filmographie

### Assistant réalisateur
- 1930 : Le Sang d'un poète de Jean Cocteau
- 1931 : Boule de gomme de Georges Lacombe

### Cadreur
- 1931: Le Parfum de la dame en noir de Marcel L'Herbier
- 1933 : Quatorze juillet de René Clair
- 1935 : La Kermesse héroïque de Jacques Feyder
- 1935 : Juanita de Pierre Caron
- 1936 : Le Grand Refrain d'Yves Mirande
- 1936 : L'Amant de Madame Vidal de André Berthomieu
- 1937 : Courrier sud de Pierre Billon
- 1937 : Drôle de drame ou L'étrange aventure du docteur Molynieux de Marcel Carné
- 1938 : Le Quai des brumes de Marcel Carné
- 1938 : Le Drame de Shanghaï de Georg Wilhelm Pabst

### Directeur de la photographie
- 1931 : Daïnah la métisse de Jean Grémillon
- 1932 : Pomme d'amour de Jean Dréville
- 1934 : Compartiment de dames seules de Christian-Jaque
- 1935 : Bozambo réalisé par Zoltan Korda
- 1936 : La vie est à nous de Jean Renoir
- 1938 : L'Affaire Lafarge de Pierre Chenal
- 1943 : Lumière d'été de Jean Grémillon
- 1944 : Le ciel est à vous de Jean Grémillon
- 1945 : Le 6 juin à l'aube de Jean Grémillon
- 1945 : François Villon d'André Zwobada
- 1945 : Espoir, sierra de Teruel d'André Malraux (réalisé en 1938)
- 1945 : Félicie Nanteuil de Marc Allégret
- 1945 : Sortilèges de Christian-Jaque
- 1946 : Macadam de Marcel Blistène
- 1946 : Le Pays sans étoiles de Georges Lacombe
- 1948 : La Vie en rose, de Jean Faurez
- 1948 : Les Frères Bouquinquant de Louis Daquin
- 1948 : Au-delà des grilles de René Clément
- 1949 : Retour à la vie  (segments Le retour de Tante Emma, Le retour de Jean et Le retour de Louis) d'André Cayatte, Henri-Georges Clouzot et Jean Dréville
- 1950 : Les Anciens de Saint-Loup de Georges Lampin.
- 1950 : L'Invité du mardi de Jacques Deval
- 1951 : Une histoire d'amour de Guy Lefranc
- 1951 : L'Étrange Madame X de Jean Grémillon
- 1953 : L'Amour d'une femme de Jean Grémillon
- 1955 : La Maison aux images de Jean Grémillon (court métrage)
- 1956 : Des gens sans importance d'Henri Verneuil
- 1955 : Captain Gallant of the Foreign Legion (TV) (6 épisodes)
- 1955 : La Lumière d'en face de Georges Lacombe
- 1956 : La Mariée est trop belle  de Pierre Gaspard-Huit
- 1956 : En effeuillant la marguerite de Marc Allégret
- 1956: Haute-lisse court-métrage de Jean Grémillon
- 1957 : Le rouge est mis de Gilles Grangier
- 1958 : André Masson et les Quatre Éléments court-métrage de Jean Grémillon
- 1958 : Maigret tend un piège de Jean Delannoy
- 1958 : Le Désordre et la Nuit de Gilles Grangier
- 1958 : Le Gorille vous salue bien de Bernard Borderie
- 1958 : Les Grandes Familles de Denys de La Patellière
- 1959 : Archimède le clochard de Gilles Grangier
- 1959 : Maigret et l'affaire Saint-Fiacre de Jean Delannoy
- 1959 : Rue des prairies de Denys de La Patellière
- 1959 : Le Baron de l'écluse de Jean Delannoy
- 1960 : Les Vieux de la vieille de Gilles Grangier
- 1960 : Le Président d'Henri Verneuil
- 1961 : Le Cave se rebiffe de Gilles Grangier
- 1962 : Le Gentleman d'Epsom de Gilles Grangier
- 1962 : Un singe en hiver d'Henri Verneuil
- 1963 : Mélodie en sous-sol d'Henri Verneuil
- 1963 : Maigret voit rouge de Gilles Grangier
- 1964 : Monsieur de Jean-Paul Le Chanois
- 1965 : La Grosse Caisse d'Alex Joffé
- 1966 : À la belle étoile de Pierre Prévert